# Mauro Gerosa
Mauro Gerosa (Oggiono, 9 ottobre 1974) è un ex ciclista su strada italiano.
Professionista dal 2000 al 2006, svolse il ruolo di gregario. Non ottenne successi da professionista, ma partecipò a otto edizioni dei Grandi Giri.

## Carriera
Dotato di discrete caratteristiche da velocista, fu attivo tra i dilettanti per sette stagioni, dal 1993 al 1999, ottenendo alcune vittorie in prove in linea. Negli ultimi mesi del 1999 fu stagista con la Mapei-Quick Step.
Passò professionista a inizio 2000 con la Amica Chips-Tacconi Sport. Nelle stagioni seguenti colse qualche buon piazzamento al Giro d'Italia pur non riuscendo mai a vincere una tappa. Altri risultati furono il sesto posto nella Firenze-Pistoia nel 2003, il terzo posto ai Campionati italiani su strada nel 2004, e il decimo posto nella Coppa Agostoni e il sesto al Gran Premio del Canton Argovia sempre nel 2004. Concluse la carriera a fine 2006.

## Palmarès
- 1995 (dilettanti)

Coppa Stignani
- 1996 (dilettanti)

Gran Premio San Rocco - Isorella
- 1998 (dilettanti)

Trofeo Raffaele Marcoli
- 1999 (dilettanti)

G.P. Industria Commercio Artigianato - Botticino Mattina
Circuito Mezzanese

## Piazzamenti

### Grandi Giri
- Giro d'Italia

2000: 97º
2001: 77º
2002: 102º
2003: 79º
2004: 62º
- Tour de France

2005: 137º
- Vuelta a España

2004: 95º
2005: 103º

### Classiche monumento
- Milano-Sanremo

2001: 155º
2004: 117º
- Giro delle Fiandre

2003: 26º
2005: 62º
- Giro di Lombardia

2005: 15º